# 石碑胡同
39°54′16″N 116°22′55″E / 39.90431°N 116.38188°E
石碑胡同是位于中国北京市西城区中部的一条胡同，现已拓宽为道路。

## 简介
石碑胡同位于西长安街南侧，为南北走向，南至东绒线胡同，北至西长安街，全长314米，过去平均宽度为5米。“石碑胡同”这一名称始称自明朝，因石碑而得名。关于石碑的由来，相传有两种说法：其一是说石碑胡同南口是明朝锦衣卫旧址，此处曾有锦衣卫题名碑。《顺天府志》记载：“刑部在皇城西，即明锦衣卫故址称建。大堂壁间明锦衣卫旧有锦衣卫题名碑，后毁于火。”另一说是在石碑胡同北口，曾有一座汉白玉质地的下马碑，刻有“官员人等，至此下马”。明朝的锦衣卫旧址即今国家大剧院所在地。2007年9月国家大剧院竣工。 
石碑胡同东侧是国家大剧院。西侧自北至南分别和以下胡同相交：东安福胡同、南文昌胡同、东绒线胡同。
2007年，为畅通国家大剧院周边道路交通，国家大剧院西侧的石碑胡同扩建为双向各两车道的道路，车辆可从西长安街经石碑胡同及其以南的兵部洼胡同一直到达前门西大街。